# Krzysztof Charamsa
Krzysztof Olaf Charamsa (Gdynia, 5 agosto 1972) è un presbitero e teologo polacco, già segretario aggiunto della Commissione teologica internazionale presso la Congregazione per la dottrina della fede, incarico tenuto fino al 3 ottobre 2015 quando assunse rilevanza internazionale per il suo coming out omosessuale.

## Biografia
Fu ordinato sacerdote della Chiesa cattolica il 28 giugno 1997 nella diocesi di Pelplin, in Polonia. 
Tra il 1991 e il 1993 compì studi filosofici e teologici nella stessa Pelplin, poi in Svizzera alla facoltà di Teologia di Lugano tra il 1993 e il 1997 laureandosi con una tesi su Dio soffre? L'insegnamento della Chiesa sull'impassibilità divina in vista di certe critiche moderne della dottrina; nel 2002 alla Gregoriana a Roma con la tesi L'immutabilità di Dio. L'insegnamento di San Tommaso d'Aquino nei suoi sviluppi presso i Commentatori scolastici difese il dottorato e conseguì nel 2003 il diploma superiore di lettere latine e quello di licenza in filosofia.
Tra il 2004 e il 2015 fu a Roma docente presso il Regina Apostolorum e tra il 2009 e il 2015 anche docente di teologia presso la Gregoriana; tra il 2011 e il 2015 fu segretario aggiunto della Commissione teologica internazionale.
Il 3 ottobre 2015, alla vigilia del sinodo vescovile sulla famiglia, dichiarò di essere «un sacerdote omosessuale, con un compagno, felice e orgoglioso della propria identità».
Lo scopo della rivelazione fu, aggiunse Charamsa, per «scuotere un po' la coscienza di questa mia Chiesa».
L'intervista causò la rimozione di Charamsa da qualsiasi incarico accademico e dalla Commissione teologica internazionale per l'incompatibilità delle sue posizioni con la dottrina della Chiesa cattolica.
L'ordinario competente, Ryszard Kasyna, della diocesi di Pelplin, comunicò tre giorni più tardi di aver ammonito Charamsa sottolineando l'incompatibilità della sua vita e del suo comportamento con l'insegnamento della Chiesa cattolica, e di attendere una risposta fattuale dallo stesso sacerdote sul suo futuro.
Il 17 ottobre lo stesso Kasyna, di fronte a un immutato atteggiamento di Charamsa, gli inflisse la sospensione a divinis, resa nota con un comunicato emesso quattro giorni più tardi.
Oltre che dal Vaticano, Charamsa è stato attaccato dalla stampa di destra e da pubblicazioni di gossip che lo hanno accusato di aver organizzato abilmente il lancio mediatico del suo coming out e del suo libro.

## Opere
- L'immutabilità di Dio. L'insegnamento di San Tommaso d'Aquino nei suoi sviluppi presso i commentatori scolastici, Roma, Pontificia università gregoriana, 2002. ISBN 88-7652-943-8.
- Davvero Dio soffre? La tradizione e l'insegnamento di S. Tommaso (Sacra Doctrina), in "Sacra Doctrina", 2003, nn. 1-2, poi Bologna, Edizioni Studio Domenicano, 2003. ISBN 88-7094-485-9.
- Il rosario. Una scuola di preghiera contemplativa; Riflessioni sulla Lettera Apostolica di Giovanni Paolo II Rosarium Virginis Mariae; in appendice: I misteri della luce, Città del Vaticano, Libreria Editrice Vaticana, 2003. ISBN 88-209-7435-5.
- Percorsi di formazione sacerdotale

I, Perché si generi la "forma Christi", a cura di e con Graziano Borgonovo, Città del Vaticano, Libreria Editrice Vaticana, 2005. ISBN 88-209-7694-3.
II, Eucaristia e libertà, a cura di e con Graziano Borgonovo, Città del Vaticano, Libreria Editrice Vaticana, 2006. ISBN 88-209-7838-5.
- La voce della fede cristiana. Introduzione al cristianesimo di Joseph Ratzinger, Benedetto XVI, 40 anni dopo, a cura di e con Nunzio Capizzi, Roma, Ateneo pontificio Regina apostolorum, 2009. ISBN 978-88-89174-89-0.
- Abitare la Parola. In compagnia della Madre del Verbo, Roma, Editrice Rogate, 2011. ISBN 978-88-8075-402-2.
- Virtù e vocazione. Un cammino mariano, Roma, Editrice Rogate, 2014. ISBN 978-88-8075-426-8.
- La prima pietra. Io, prete gay, e la mia ribellione all'ipocrisia della Chiesa, Milano, Rizzoli, 2016. ISBN 978-88-58-68515-0.

## Poesia
- Przyczynki do wiary człowieka współczesnego. Słowa urwane. Medytacje, Bernardinum, Pelplin 2004 (ISBN 83-7380-188-X).
- 2.04.2005. Zapiski rzymskiej podróży Kościoła, Bernardinum, Pelplin 2006 (ISBN 83-7380-348-3).
- Radości adwentu. Medytacje na czas oczekiwania, Bernardinum, Pelplin 2007 (ISBN 978-83-7380-528-6).
- Cierpienie dla zbawienia, Bernardinum, Pelplin 2008 (ISBN 978-83-7380-576-7).